# Pheidole simplispinosa
Pheidole simplispinosa là một loài kiến bản địa của các khu vực rừng của Fiji.